# Poppo (V.)
Poppo († 1014/18) war Abt von Lorsch und Fulda.

## Leben und Wirken
Poppo stammte aus dem Geschlecht der fränkischen Babenberger, auch „Popponen“ genannt, und war ein Sohn des Grafen Otto II. (999/1008). Er wurde Abt in Lorsch von 1006 bis 1018 und Abt in Fulda von 1013/14 bis 1018. Er führte die cluniazensische Klosterreform in Lorsch durch und wurde deshalb von König Heinrich II. am 1. Juni 1014 nach Fulda berufen, um in den dortigen Klöstern Hersfeld und Fulda das Klosterleben gegen Verweltlichung und Verweichlichung im Geiste von Cluny zu reformieren.